# Webgebaseerd
Webgebaseerd (in het Engels: web-based) is een term om een groep van software aan te duiden die via webinterfaces op het World Wide Web  werkt. De gebruiker hoeft dus geen software op een computer te installeren, maar kan via een webbrowser direct van het programma gebruikmaken.

## Voorbeelden
Een bekend voorbeeld van webgebaseerde programma's zijn een aantal e-mailprogramma's, zoals Hotmail (nu Outlook.com). Dit in tegenstelling tot niet-webgebaseerde programma's als Microsoft Outlook en Eudora. Zo is Google bijvoorbeeld ook een webgebaseerde zoekmachine, in tegenstelling tot bijvoorbeeld Copernic. Ook MediaWiki, de software van Wikipedia, is webgebaseerd.